# مرسی بن مهیدی
مرسی بن مهیدی (به عربی: مرسی بن مهیدی) یک منطقهٔ مسکونی در الجزایر است که در ناحیه مرسی بن مهیدی واقع شده‌است. مرسی بن مهیدی ۶٬۲۱۲ نفر جمعیت دارد.